# リー・パールマン
リー・パールマン（Rhea Perlman、1948年3月31日 - ）は、アメリカ合衆国・ニューヨーク・ブルックリン区生まれの女優・声優である。独特な声と小柄な体格を活かし、夫のダニー・デヴィート同様、コメディ女優・個性派女優として活躍している。

## 来歴
1948年にニューヨーク市ブルックリン区で生まれる。妹のヘイディはシットコム等を手がける脚本家。
1972年に『Hot Dogs for Gauguin』で映画デビュー。その後、コメディエンヌとして人気テレビシリーズのシットコム『チアーズ』に出演して人気を博す。尚、同番組ではエミー賞も獲得しており、女優としてのキャリアを順調に重ねていく。1982年には個性派俳優であるダニー・デヴィートと結婚。デヴィートとはデビュー作でも共演している。結婚後も精力的に女優業を続けており、デヴィートが監督した『マチルダ』や『世にも不思議なアメージング・ストーリー』においては夫婦共演も果たしている。また『チアーズ』においては、ゴールデングローブ賞にも6回ノミネートされているが、受賞には至っていない。
デヴィートとの結婚で3人の子供をもうけ、長女ルーシー（Lucy DeVito）は女優となった。2012年にデヴィートとの離婚報道がなされたが、2013年に復縁している。

## 主な出演作品

### 映画
| 公開年 | 邦題 原題                                                                   | 役名                   | 備考                 |
| ------ | --------------------------------------------------------------------------- | ---------------------- | -------------------- |
| 1976   | 赤ちゃんを取らないで!15歳の出産 I Want to Keep My Baby                      | レア                   | テレビ映画           |
| 1979   | ビー・バップU.S.A/突撃!ワルガキ同盟 Swap Meet                               | 母親                   |                      |
| 1984   | レイティング・ゲーム The Ratings Game                                       | フランシーン           | テレビ映画           |
| 1990   | ハリーの妻難 Enid Is Sleeping                                               | メイヴィス             |                      |
| 1992   | クラス・アクト Class Act                                                    | ミス・シンプソン       |                      |
| 1993   | 恐竜大行進 We're Back! A Dinosaur's Story                                   | 母鳥                   | アニメ、声の出演     |
| 1994   | マイ・ファースト・ジャーニー Spoils of War                                  | エマ                   | テレビ映画           |
| 1995   | ジョン・キャンディの大進撃 Canadian Bacon                                   | ハニー                 |                      |
| 1996   | ザ・コーチ/勝利のダンク Sunset Park                                         | フィリス               |                      |
| 1996   | ドタキャン・パパ Carpool                                                    | マーサ                 |                      |
| 1996   | マチルダ Matilda                                                            | ワームウッド夫人       |                      |
| 1998   | フーディーニ/天才魔術師の生涯 Houdini                                       | エスター               | テレビ映画           |
| 2000   | スーパー・リッチと結婚する方法 How to Marry a Billionaire: A Christmas Tale | ジャクリーン・ケネディ | テレビ映画           |
| 2006   | 素敵な人生のはじめ方 10 Items or Less                                       | ミセスD                |                      |
| 2012   | セッションズ The Sessions                                                   | ミクヴェの女性         |                      |
| 2015   | アイル・シー・ユー・イン・マイ・ドリームス I'll See You in My Dreams        | サリー                 |                      |
| 2016   | SING/シング Sing                                                            | ジュディス             | アニメ映画、声の出演 |
| 2019   | チア・アップ! Poms                                                          | アリス                 |                      |
| 2023   | バービー Barbie                                                             | ルース・ハンドラー     |                      |

### テレビシリーズ
| 放映年    | 邦題 原題                                                  | 役名                   | 備考                       |
| --------- | ---------------------------------------------------------- | ---------------------- | -------------------------- |
| 1979-1982 | Taxi                                                       | ゼナ・シャーマン       | 6エピソード                |
| 1982-1993 | チアーズ Cheers                                            | カーラ                 | 270エピソード              |
| 1986      | 世にも不思議なアメージング・ストーリー Amazing Stories     | ロイス                 | エピソードThe Wedding Ring |
| 1991      | ブロッサム Blossom                                         | 名付け親               | 1エピソード                |
| 1996-1997 | Pearl                                                      | パール                 | 22エピソード               |
| 1999      | あなたにムチュー Mad About You                             | ラモナ                 | 1エピソード                |
| 2001      | アリーmy Love Ally My Love                                 | ヘレン・トゥース       | 1エピソード                |
| 2002      | そりゃないぜ!? フレイジャー Frasier                        | カーラ                 | 1エピソード                |
| 2008      | LAW & ORDER:性犯罪特捜班 Law & Order: Special Victims Unit | ロクサナ・フォックス   | 1エピソード                |
| 2014-2017 | ザ・ミンディ・プロジェクト The Mindy Project               | アネット・カステラーノ | 17エピソード               |
| 2016      | ブルックリン・ナイン-ナイン Brooklyn Nine-Nine             | エステル               | 1エピソード                |

### テレビアニメ
- ザ・シンプソンズ The Simpsons (1994)
- ザ・クリティック The Critic (1995)
- スクービー・ドゥー What's New, Scooby-Doo? (2002)

### テレビ番組
- サタデー・ナイト・ライブ Saturday Night Live (1983)
- セサミ・ストリート Sesame Street, Special (1988)
- 空飛ぶモンティ・パイソン Monty Python's Flying Circus: Live at Aspen (1998)